# Тутагуал ап Анарауд
Тутагуал ап Анарауд (валл. Tudwal ap Anarawd; 670—715) — король Мэна (695—715) и король Галвидела (695—715).

## Биография
Тутагуал сын Анарауда ап Мервина, правителя Галвидела и острова Мэн. Выдал дочь Келемиону замуж за Сандде ап Алкина, наследника Южного Регеда.
Упоминается святым Нинианом в поэме VIII века «Чудеса епископа Ниниана» и в «Житии святого Ниниана» (XII века), как тиран. в «Чудесах» этот король назван Тудуаэлем и Тууаэлем, а в "Житии", как Тудвальдус и Тудуваллус.
Ему наследовал его сын Идвал.